# Castelluccio di Noto
Castelluccio di Noto ("U Castiḍḍuzzu" in siciliano) è un sito archeologico localizzato in provincia di Siracusa, tra i comuni di Noto e Palazzolo Acreide e che ha dato il nome all'omonima cultura di Castelluccio.

## Descrizione

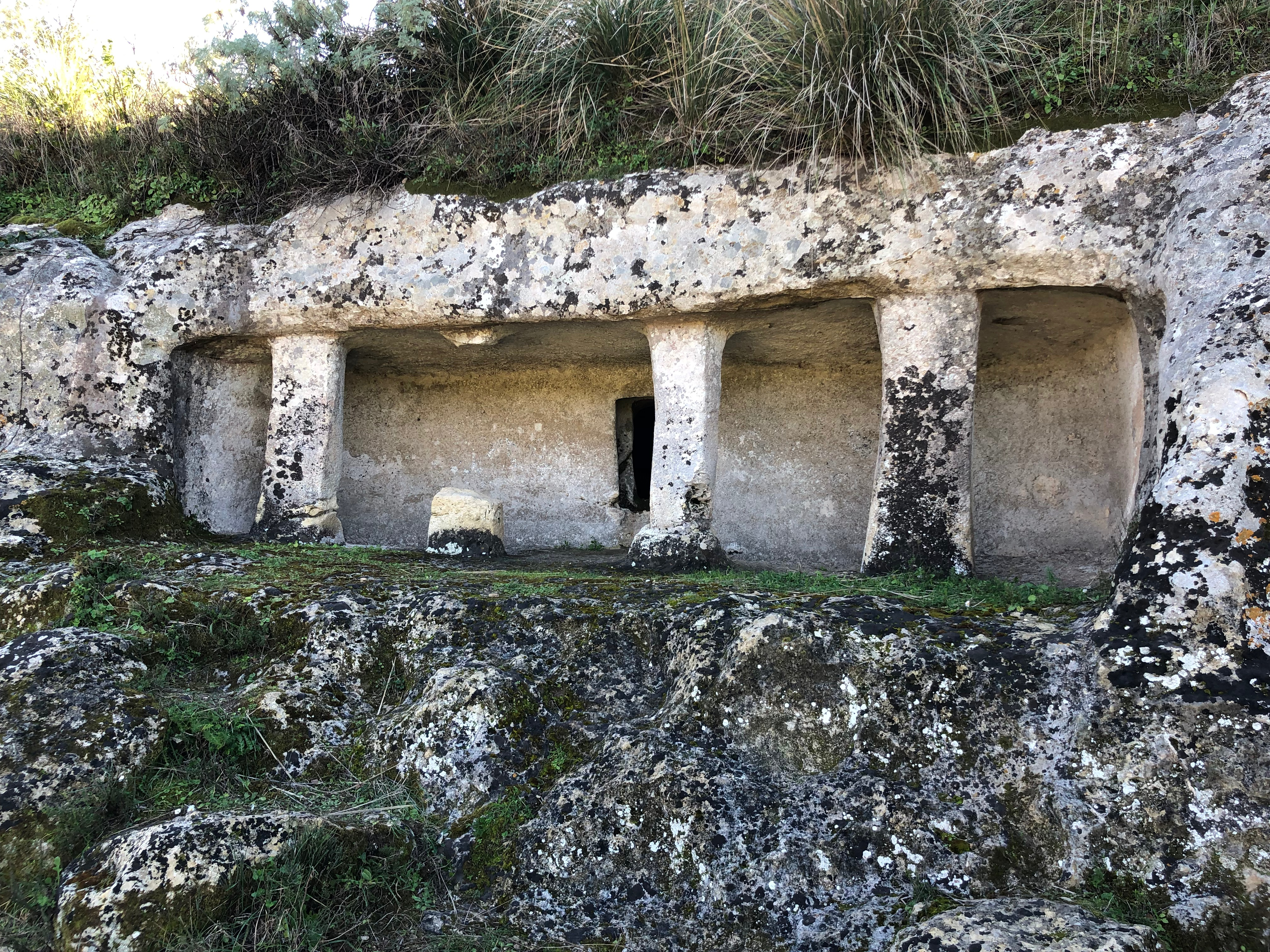
Tomba del principe

Il sito fu scoperto dall'archeologo Paolo Orsi alla fine dell'800 e lo datò tra il XIX ed il XV secolo a.C. e, pertanto, alla prima età del bronzo siciliana. Egli individuò la discarica del villaggio. Alla fine degli anni '80 del Novecento gli studiosi hanno individuato la necropoli e il piano dell'abitato, quest'ultimo posto su uno sperone roccioso, una sorta di acropoli fortificata.
La necropoli consta di oltre 200 tombe a grotticella artificiale, scavate nelle pareti ripide della vicina cava della Signora. La più monumentale è la cosiddetta "Tomba del Principe" con un prospetto costituito da quattro finti pilastri.
Dal sito provengono numerosissimi materiali ceramici, oggi esposti al museo archeologico regionale "Paolo Orsi" di Siracusa, oltre a reperti in bronzo e due famosissimi portelli tombali con incisi simboli spiraliformi. Inoltre sono stati rinvenuti degli ossi a globuli esposti al museo di Siracusa, di cui altre copie sono state rinvenute anche a Malta, in Puglia, in Grecia e a Troia.